# Kraft Schepke
Kraft Schepke (Königsberg, 3 marzo 1934 – Kiel, 12 novembre 2023) è stato un canottiere tedesco.

## Palmarès

### Olimpiadi
- 1 medaglia[2]:
  - 1 oro (Roma 1960 nell'otto)

### Europei
- 3 medaglie[3]:
  - 3 ori (Poznań 1958 nel quattro senza; Mâcon 1959 nell'otto; Praga 1961 nel quattro con)